# Mario Opinato
Mario Opinato (ur. 26 lipca 1964 w Katanii) – włoski aktor telewizyjny, teatralny i filmowy, także tancerz.

## Życiorys
Rozpoczął karierę jako tancerz stylu Marthy Graham we współczesnym Dance Theatre Company na Sycylii. Następnie spędził rok w Rio de Janeiro, gdzie studiował tańce latynoamerykańskie takie jak salsa, merengue i samba. W lipcu 1990 roku przeniósł się do Los Angeles, gdzie studiował aktorstwo w prestiżowym Lee Strasberg Actor's Studio w Hollywood.
Występował w ponad piętnastu amerykańskich produkcjach teatralnych, m.in. Opera za trzy grosze Bertolta Brechta, Cecè Luigi Pirandello, Camino Real i 27 wagonów pełnych bawełny Tennessee Williamsa, Naszyjnik i Zakazany owoc Guya de Maupassanta.
Swoją przygodę z kinem zapoczątkował udziałem w filmie Zagubiony w Hollywood (Boiler Room, 1992). Potem pojawił się w thrillerach sensacyjnych z Robertem Davim w roli głównej – Nocna pułapka (Night Trap, 1993), Niebezpieczeństwo (The Dangerous, 1994) i Cichy zabójca Yakuza (Codename: Silencer, 1995). W operze mydlanej CBS Moda na sukces (The Bold and the Beautiful, 1997) zagrał charakterystyczną rolę klejnotnika. W thrillerze sensacyjnym Ryzykanci (Double Team, 1997) z udziałem Jeana Claude’a Van Damme’a i Mickeya Rourke wcielił się w postać greckiego terrorysty. W operze mydlanej NBC Dni naszego życia (Days of Our Lives, 1997–98) wystąpił w roli zamachowca. W komedii Muza (The Muse, 1999) z Sharon Stone, Andie MacDowell i Jeffem Bridgesem, pojawił się jako Europejczyk. W dramacie Abela Ferrary Maria (2005) z Juliette Binoche zagrał rolę apostoła Jakuba.

## Filmografia

### Filmy kinowe
- 2021: Dom Gucci (House of Gucci) jako prawnik Patrizii
- 2016: Przymusowe lądowanie (Débarquement immédiat !) jako szef obozu na Lampedusie
- 2007: Tolleranza
- 2006: Opłata (Due) jako Carlo
- 2005: Maria (Mary) jako apostoł Jakub
- 2005: Sycylijska przygoda (The Sicilian Affair) jako Angelo
- 2004: Il Cartaio jako inspektor Morgani
- 2002: Uszanować wroga (Texas 46/The Good War) jako porucznik Carlo Ticinà
- 2000: Do widzenia, Casanovo (Goodbye, Casanova) jako włoski śpiewak (głos)
- 2000: Choinka i ślub (A Christmas Tree and a Wedding) jako Gość
- 1999: Muza (The Muse) jako Europejczyk
- 1999: Fałszywa gra (The Gifted) jako Telly
- 1998: Mój brat Jack (My Brother Jack) jako Modesto Coco
- 1998: Trakt Yakuza (The Yakuza Way) jako Nicole
- 1997: Erotic Confessions: Volume 8 jako Maitre d'
- 1997: Fanatics (The Fanatics) jako kierowca limuzyny
- 1997: Handlarze śmiercią (Merchant of Death) jako zbir z walterem
- 1997: Ryzykanci (Double Team) jako James
- 1996: Uciekający kojot (Coyote Run) jako Facet z limuzyny #3
- 1996: Sympatie (Sweethearts) jako kelner
- 1995: Cichy zabójca Yakuza (Codename: Silencer) jako Joey Gianelli
- 1995: Otwarte bary (Broken Bars) jako Gomez
- 1994: Niebezpieczeństwo (The Dangerous) jako Vittorio
- 1993: Nocna pułapka (Night Trap) jako Twarz w płomieniach
- 1993: Na śmierć (To the Death) jako strażnik 9
- 1992: Zagubiony w Hollywood (Boiler Room) jako inspektor pocztowy

### Filmy TV
- 2007: Senza via d'uscita – Un amore spezzato jako Piero
- 2006: Mafia oznak (A voce alta) jako Pietro Loiero
- 2004: Paolo Borsellino jako Vincenzo Calcara
- 2004: Imperium (Imperium: Nerone) jako Tigellinus
- 2003: Doppio agguato jako Baredda

### Seriale TV
- 2007: Il Giudice Mastrangelo 2 jako Morelli
- 2006: Papa Luciani: Il sorriso di Dio jako Operaio Mario
- 2006: Distretto di polizia jako Ruben Castiglia
- 2005: Un Caso di coscienza 2 jako Ettore Mericoni
- 2005: Cesarstwo (Empire) jako sierżant armii
- 2004: Don Matteo jako Boccioni
- 2004: Orgoglio jako Nicola Pironi
- 2003: Un Caso di coscienza jako Ettore Mericoni
- 2002: La Squadra jako Enzo Tagliaferro
- 2000: Martial Law jako Cameron Thorpe
- 2000: Distretto di polizia jako Gaetano Nazzari
- 1997–98: Dni naszego życia (Days of Our Lives) jako zamachowiec
- 1997: Moda na sukces (The Bold and the Beautiful) jako klejnotnik/jubiler
- 1997: Erotic Confessions jako Maitre d'